# Злочин у Паулин Двору
Злочин у Паулин Двору односи се на убиство 18 Срба и једног Мађара од стране припадника 130. бригаде Хрватске војске, 11. децембра 1991. године у селу Паулин Двор близу Осијека. На челу ове бригаде тада је био Живко Мијић. О злочину је одмах сазнао и командант Оперативне зоне Осијек ХВ Карл Гориншек. Након тога село Паулин Двор је било заузето од стране припадника јединице ЈНА и српских паравојних одреда. Касније је почела истрага овог злочина.
Имена жртава:
- Милaн Лaбус (1940.)
- Спaсоje Миловић (1933.)
- Боja Грубишић (1916.)
- Божидaр Суџуковић (1913.)
- Босиљкa Кaтић (1939.)
- Бошко Jeлић (1942.)
- Милaн Кaтић (1933.)
- Митaр Кaтић (1909.)
- Дрaгињa Кaтић (1919.)
- Вукaшин Мeдић (1929.)
- Милицa Миловић (1933.)
- Пeтaр Кaтић (1937.)
- Jовaн Гaврић (1936.)
- Милeнa Родић (1925.)
- Милкa Лaпчeвић (1916.)
- Мaриja Суџуковић (1914.)
- Дрaгутин Кeћкeш (1936.)
- Дaринкa Вујновић (1934.)
- Aнђa Jeлић (1953.)

Године 2002. лешеве убијених цивила пронашли су истражиоци Хашког трибунала у селу Ризвануша, на подручју Госпића. Касније, 18. јуна 2003, породице страдалих су их идентификовале у Заводу за судску медицину у Загребу, након чега је већина сахрањена у Паулин Двору. Године 2005, Врховни суд Републике Хрватске за ратни злочин правоснажно је осудио припадника 130. бригаде ХВ Николу Иванковића на 15 година затвора.
Године 2010. хрватски председник Иво Јосиповић одао је пошту жртвама и извинио се за почињени злочин. О злочину у Паулин Двору у Хрватској, тамошња јавност зна врло мало и о њему се нерадо говори и пише. До данас је остало неистражено ко је све учествовао у убиству цивила и ко је наредио да се тела жртава, уместо да се сахране на гробљу, сакрију у војном магацину „Луг“ код Чепина.